# Vía Hadriana
La Vía Hadriana fue una antigua calzada romana establecida por el emperador Adriano, que se extendía desde Antinoópolis en el río Nilo hasta el Mar Rojo en Berenice Troglodytica (Berenike). Fue concluida en el año 137. Adriano había fundado Antinoópolis en memoria de su presunto amante, el joven Antinoo, que se había ahogado en el Nilo.
Jules Couyat (1910) y George Murray (1925) observaron los rastros de la línea de la carretera, quienes registraron los sitios de varias pequeñas Mansio en la parte sur del camino. Sin embargo, pocas se encontraban en el norte y ninguna se hallaba en el tramo oeste-este entre Antinoópolis y la costa. Muchas de estas estaciones de carretera tenían puntos de riego fortificados (Hydreuma), que probablemente hayan dado su nombre al Hadramaut en el otro lado del Mar Rojo.